# 김봉한 (영화 감독)
김봉한은 대한민국의 영화 연출 감독이다.

## 영화
- 영화 《미아》 ... 각본 & 감독
- 2013년 영화 《히어로》 ... 각본 & 감독
- 2017년 영화 《보통사람》 ... 원작자 & 각본 & 감독
- 2020년 영화 《들리나요?》 ... 공동 연출
- 2020년 영화 《국제수사》 ... 공동 각본 & 감독
- 2023년 영화 《더 와일드: 야수들의 전쟁》 ... 감독

## 드라마
- 2025년 KBS2 주말 미니시리즈 《트웰브》 ... 공동 집필